# 布拉科斯
布拉科斯，是西班牙卡斯蒂利亚-莱昂索里亚省的一个市镇。总面积17平方公里，总人口59人（2001年），人口密度3人/平方公里。